# Trận chung kết Giải vô địch bóng đá thế giới 2014
Trận chung kết giải bóng đá vô địch thế giới 2014 là trận đấu bóng đá đã diễn ra vào ngày 13 tháng 7 năm 2014 tại sân vận động Maracanã ở thành phố Rio de Janeiro để xác định nhà vô địch của Giải vô địch bóng đá thế giới 2014. 
Trận đấu được theo dõi bởi gần 1 tỷ người và đây đã trở thành một trong những sự kiện truyền hình lớn nhất lịch sử. Trận đấu được diễn ra vào lúc 16:00 giờ địa phương (UTC-3).
Đây là lần thứ 3 mà 2 đội gặp nhau ở trong các trận chung kết FIFA World Cup, ở trong quá khứ thì Argentina thắng Đức 3–2 năm 1986 và Đức thắng Argentina 1–0 năm 1990.
Đức đã đánh bại Argentina với bàn thắng duy nhất được ghi do công của Mario Götze ở phút thứ 113 của trận đấu (phút thứ 8 của hiệp phụ thứ 2), qua đó trở thành nhà tân vô địch, đăng quang lần thứ 4 trong lịch sử 
World Cup.

## Đường đến trận chung kết
| Đội tuyển  | St | T | H | B | BT | BB | HS | Đ |
| ---------- | -- | - | - | - | -- | -- | -- | - |
| Đức        | 3  | 2 | 1 | 0 | 7  | 2  | +5 | 7 |
| Hoa Kỳ     | 3  | 1 | 1 | 1 | 4  | 4  | 0  | 4 |
| Bồ Đào Nha | 3  | 1 | 1 | 1 | 4  | 7  | −3 | 4 |
| Ghana      | 3  | 0 | 1 | 2 | 4  | 6  | −2 | 1 |

| Đội tuyển            | St | T | H | B | BT | BB | HS | Đ |
| -------------------- | -- | - | - | - | -- | -- | -- | - |
| Argentina            | 3  | 3 | 0 | 0 | 6  | 3  | +3 | 9 |
| Nigeria              | 3  | 1 | 1 | 1 | 3  | 3  | 0  | 4 |
| Bosna và Hercegovina | 3  | 1 | 0 | 2 | 4  | 4  | 0  | 3 |
| Iran                 | 3  | 0 | 1 | 2 | 1  | 4  | −3 | 1 |

## Trận đấu

### Chi tiết
| Đức          | 1–0 (s.h.p.) | Argentina |
| ------------ | ------------ | --------- |
| - Götze 113' | Chi tiết     |           |

| Đức | Argentina |

| GK                      | 1  | Manuel Neuer           |     |      |
| RB                      | 16 | Philipp Lahm (c)       |     |      |
| CB                      | 20 | Jérôme Boateng         |     |      |
| CB                      | 5  | Mats Hummels           |     |      |
| LB                      | 4  | Benedikt Höwedes       | 34' |      |
| CM                      | 23 | Christoph Kramer       |     | 31'  |
| CM                      | 7  | Bastian Schweinsteiger | 29' |      |
| CM                      | 18 | Toni Kroos             |     |      |
| RW                      | 13 | Thomas Müller          |     |      |
| LW                      | 8  | Mesut Özil             |     | 120' |
| ST                      | 11 | Miroslav Klose         |     | 88'  |
| Vào thay người:         |    |                        |     |      |
| FW                      | 9  | André Schürrle         |     | 31'  |
| MF                      | 19 | Mario Götze            |     | 88'  |
| DF                      | 17 | Per Mertesacker        |     | 120' |
| Huấn luyện viên trưởng: |    |                        |     |      |
| Joachim Löw             |    |                        |     |      |

| GK                      | 1  | Sergio Romero     |     |     |
| RB                      | 4  | Pablo Zabaleta    |     |     |
| CB                      | 15 | Martín Demichelis |     |     |
| CB                      | 2  | Ezequiel Garay    |     |     |
| LB                      | 16 | Marcos Rojo       |     |     |
| DM                      | 14 | Javier Mascherano | 64' |     |
| DM                      | 6  | Lucas Biglia      |     |     |
| RW                      | 8  | Enzo Pérez        |     | 86' |
| LW                      | 22 | Ezequiel Lavezzi  |     | 46' |
| AM                      | 10 | Lionel Messi (c)  |     |     |
| ST                      | 9  | Gonzalo Higuaín   |     | 78' |
| Vào thay người:         |    |                   |     |     |
| FW                      | 20 | Sergio Agüero     | 65' | 46' |
| FW                      | 18 | Rodrigo Palacio   |     | 78' |
| MF                      | 5  | Fernando Gago     |     | 86' |
| Huấn luyện viên trưởng: |    |                   |     |     |
| Alejandro Sabella       |    |                   |     |     |

| Cầu thủ xuất sắc nhất trận: Mario Götze (Đức) Trợ lý trọng tài: Renato Faverani (Ý) Andrea Stefani (Ý) Trọng tài thứ tư: Carlos Vera (Ecuador) Trọng tài thứ năm: Christian Lescano (Ecuador) | Quy tắc trận đấu: - 90 phút thi đấu chính thức. - 30 phút của hiệp phụ nếu hòa. - Sút loạt luân lưu 11m nếu tỷ số vẫn hòa. - 12 cầu thủ dự bị đủ điều kiện thay thế. - Tối đa 3 cầu thủ thay thế. |

### Thống kê
| Tổng thể       | Đức | Argentina |
| -------------- | --- | --------- |
| Bàn thắng      | 1   | 0         |
| Tổng số sút    | 10  | 10        |
| Sút trúng đích | 7   | 2         |
| Tỉ lệ giữ bóng | 60% | 40%       |
| Phạt góc       | 5   | 3         |
| Lỗi            | 20  | 16        |
| Việt vị        | 3   | 2         |
| Cứu thua       | 2   | 6         |
| Thẻ vàng       | 2   | 2         |
| Thẻ đỏ         | 0   | 0         |